# آدیلیو (بازیکن فوتبال، زاده ۱۹۵۶)
آدیلیو (به پرتغالی: Adílio de Oliveira Gonçalves) (زاده ۱۵ مه ۱۹۵۶ – درگذشته ۵ اوت ۲۰۲۴) بازیکن فوتبال پست هافبک اهل برزیل بود 
آدیلیو در تیم‌های فوتبال فلامینگو سابقهٔ حضور داشته است.